# Alexis Trégarot
 (avril 2020).
Si vous disposez d'ouvrages ou d'articles de référence ou si vous connaissez des sites web de qualité traitant du thème abordé ici, merci de compléter l'article en donnant les références utiles à sa vérifiabilité et en les liant à la section « Notes et références ».
Alexis Trégarot, né le 30 septembre 1968à Caen, est un journaliste et producteur français 

## Biographie

### Carrière
Il commence sa carrière à TF1 en 1996 dans l'émission J'y crois, j'y crois pas, puis entre 1997 et 2000 il est journaliste pour l'émission consacrée à l'actualité des médias TV+ présenté par Marc-Olivier Fogiel sur Canal+.
En 2000, il rejoint l'animateur Marc-Olivier Fogiel sur France 3 où il est chroniqueur dans le talk-show On ne peut pas plaire à tout le monde jusqu'en 2004. Durant les étés 2002 à 2004, il présente avec Ariane Massenet et Stéphane Blakowski, les best-ofs de l'émission intitulés ONPP vu de la plage puis ONPP vu du désert.
Il anime en 2004 l'émission culturelle Troisième rappel sur France 3-Paris-Île-de-France.
En 2005, il rejoint l'équipe de chroniqueurs de l'émission Le Fou du roi animée par Stéphane Bern sur France Inter. Parallèlement, il travaille sur France 4 pour l'émission Culture Club arrêtée par France Télévisions pour ne pas concurrencer Ce soir (ou jamais !) de Frédéric Taddei puis partiellement reprise avec  Les Agités du bocal elle aussi brutalement arrêtée.
En septembre 2008, il devient rédacteur en chef de l'émission de Thierry Ardisson, Salut les Terriens sur Canal+.
Le 1er novembre 2009, il rejoint Ouï FM où il anime l'émission hebdomadaire Ouï Love Dimanche.
En 2014, Alexis Trégarot devient rédacteur en chef de l’émission Un soir à la Tour Eiffel sur France 2 animée par Alessandra Sublet. 
La même année, il est nommé producteur artistique pour la 26e cérémonie des Molières, et travaille sur cette cérémonie jusqu'en 2017. Il a depuis rejoint la société de production de spectacle vivant Red Velvet, filiale du groupe audiovisuel TéléParis.
En 2020, il fait une apparition dans le film Tout nous sourit, dans le rôle d'un présentateur de télévision.

## Émissions
- 1996 : journaliste pour J'y crois, j'y crois pas sur TF1
- 1997 - 2000 : journaliste pour TV+ sur Canal+
- 2000 - 2004 : chroniqueur pour On ne peut pas plaire à tout le monde sur France 3
- 2002 et 2003 : ONPP vu de la plage sur France 3 : coanimateur avec Ariane Massenet et Stéphane Blakowski
- 2004 : ONPP vu du désert sur France 3 : coanimation avec Ariane Massenet et Stéphane Blakowski
- Depuis 2004 : animateur pour Troisième rappel sur France 3-Paris-Île-de-France.
- Depuis 2005 : chroniqueur pour Le Fou du roi sur France Inter
- 2006 : co-présentateur Culture Club sur France 4
- 2006 - 2007 : chroniqueur pour Les Agités du bocal sur France 4
- 2008 : rédacteur en chef pour Salut les Terriens sur Canal+
- 2009 : animateur pour Ouï Love Dimanche sur Ouï FM
- 2014 : rédacteur en chef pour Un soir à la Tour Eiffel sur France 2
- 2014 - 2017 : producteur artistique pour La nuit des Molières sur France 2.